# 洛桑特維爾 (印地安納州)
洛桑特維爾（英語：Losantville）是一個位於美國印地安納州蘭道夫縣的城鎮。

## 人口
根據2010年美國人口普查的數據，洛桑特維爾的面積為0.49平方千米，當中陸地面積為0.49平方千米，而水域面積為0.00平方千米。當地共有人口237人，而人口密度為每平方千米484人。